# Eisschnelllauf-Mehrkampfweltmeisterschaft 2012
Die 106. Mehrkampfweltmeisterschaft (70. der Frauen) fand vom 12. bis 13. Februar 2012 im russischen Moskau statt. Die Wettbewerbe wurden im Eispalast Krylatskoje ausgetragen. Nach 1950 (nur Frauen), 1955 (nur Männer), 1962 (nur Männer) und 2005 war Moskau zum fünften Mal Ausrichter der Mehrkampfweltmeisterschaft.
Bei den Frauen konnte Ireen Wüst ihren Vorjahrestitel verteidigen. Martina Sáblíková konnte sich im Vergleich zur vorherigen Weltmeisterschaft um einen Platz auf Silber verbessern und verdrängte Christine Nesbitt auf den dritten Rang. Bei den Männern wurde Sven Kramer zum fünften Mal Mehrkampf-Weltmeister. Er siegte vor seinen Landsmännern Jan Blokhuijsen und Koen Verweij.

## Teilnehmende Nationen
- 48 Athleten, 24 Frauen und Männer, nahmen an der Weltmeisterschaft teil.[1] Insgesamt waren 14 Nationen vertreten.[1]

| Teilnehmende Nationen (Frauen/Männer) | Teilnehmende Nationen (Frauen/Männer)  | Teilnehmende Nationen (Frauen/Männer) | Teilnehmende Nationen (Frauen/Männer) |
| ------------------------------------- | -------------------------------------- | ------------------------------------- | ------------------------------------- |
| Belgien Deutschland Frankreich Japan  | Kanada Lettland Neuseeland Niederlande | Norwegen Polen Russland Südkorea      | Tschechien Vereinigte Staaten         |

## Wettbewerb
Bei der Mehrkampfweltmeisterschaft geht es über jeweils vier Distanzen. Die Frauen laufen 500, 3.000, 1.500 und 5.000 Meter und die Männer 500, 5.000, 1.500 und 10.000 Meter. Jede gelaufene Einzelstreckenzeit wird in Sekunden auf 500 m heruntergerechnet und addiert. Die Summe ergibt die Gesamtpunktzahl. Zur letzten Distanz (5.000 m Frauen/10.000 m Männer) treten nur noch zwölf Teilnehmer an. Zugelassen werden Athleten, die sowohl in der Gesamtwertung nach drei Strecken als auch über die zweitlängste Distanz (3.000 m Frauen/5.000 m Männer) unter den besten 12 liegen und zusätzlich die bestplatzierten Athleten in der Gesamtwertung oder in der Einzelwertung über die zweitlängste Distanz. Meister wird, wer nach vier Strecken die niedrigste Gesamtpunktzahl erlaufen hat.

### Frauen

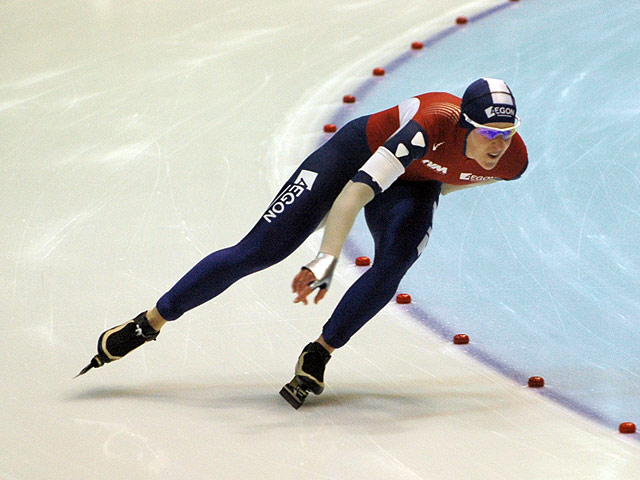
Mehrkampf-Weltmeisterin Ireen Wüst

#### Endstand Kleiner-Vierkampf
- Zeigt die zwölf erfolgreichsten Sportlerinnen der Mehrkampf-WM (Finalteilnahme über 5.000 Meter)
- Die Zahl in Klammern gibt die Platzierung je Einzelstrecke an, fett gedruckt die jeweils Schnellste.

| Rang | Name                  | 500 Meter    | Pkt.   | 3.000 Meter      | Pkt.   | 1.500 Meter      | Pkt.   | 5.000 Meter      | Pkt.   | Gesamt- Punkte |
| ---- | --------------------- | ------------ | ------ | ---------------- | ------ | ---------------- | ------ | ---------------- | ------ | -------------- |
| 01   | Ireen Wüst            | 39,37 s (3)  | 39,370 | 4:02,69 min (2)  | 40,448 | 1:56,98 min (2)  | 38,993 | 7:02,39 min (2)  | 42,239 | 161,050        |
| 02   | Martina Sáblíková     | 40,31 s (14) | 40,310 | 4:01,80 min (1)  | 40,300 | 1:58,16 min (4)  | 39,386 | 6:58,74 min (1)  | 41,874 | 1161,870       |
| 03   | Christine Nesbitt     | 38,30 s (1)  | 38,300 | 4:09,55 min (6)  | 41,591 | 1:55,95 min (1)  | 38,650 | 7:18,19 min (8)  | 43,819 | 162,630        |
| 04   | Linda de Vries        | 39,79 s (6)  | 39,790 | 4:07,06 min (3)  | 41,176 | 1:58,86 min (7)  | 39,620 | 7:08,09 min (3)  | 42,809 | 163,395        |
| 05   | Cindy Klassen         | 40,02 s (11) | 40,020 | 4:07,50 min (5)  | 41,250 | 1:57,61 min (3)  | 39,203 | 7:09,23 min (4)  | 42,923 | 163,396        |
| 06   | Claudia Pechstein     | 40,32 s (15) | 40,320 | 4:07,14 min (4)  | 41,190 | 1:59,20 min (9)  | 39,733 | 7:11,08 min (5)  | 43,108 | 164,351        |
| 07   | Ida Njåtun            | 39,87 s (7)  | 39,870 | 4:11,02 min (8)  | 41,836 | 1:58,26 min (5)  | 39,420 | 7:19,62 min (10) | 43,962 | 165,088        |
| 08   | Brittany Schussler    | 39,92 s (8)  | 39,920 | 4:09,82 min (7)  | 41,636 | 1:59,49 min (11) | 39,830 | 7:19,59 min (9)  | 43,959 | 165,345        |
| 09   | Jorien Voorhuis       | 40,33 s (16) | 40,330 | 4:12,47 min (11) | 42,078 | 1:59,03 min (8)  | 39,676 | 7:14,86 min (7)  | 43,486 | 165,570        |
| 10   | Jekaterina Lobyschewa | 38,95 s (2)  | 38,950 | 4:13,39 min (13) | 42,231 | 2:00,39 min (15) | 40,130 | 7:26,30 min (11) | 44,630 | 165,941        |
| 11   | Jilleanne Rookard     | 39,93 s (9)  | 39,930 | 4:12,22 min (10) | 42,036 | 2:01,16 min (17) | 40,386 | 7:31,28 min (12) | 45,128 | 167,480        |
| 12   | Park Do-yeong         | 41,58 s (21) | 41,580 | 4:11,91 min (9)  | 41,985 | 2:03,10 min (22) | 41,033 | 7:13,64 min (6)  | 43,364 | 167,962        |
|      |                       |              |        |                  |        |                  |        |                  |        |                |
| 22   | Isabell Ost           | 41,75 s (24) | 41,750 | 4:13,66 min (15) | 42,276 | 2:02,34 min (20) | 40,780 | DNS              | DNS    |                |

#### 500 Meter
| Platz | Name                  | Land               | Zeit    | Punkte |
| ----- | --------------------- | ------------------ | ------- | ------ |
| 01    | Christine Nesbitt     | Kanada             | 38,30 s | 38,300 |
| 02    | Jekaterina Lobyschewa | Russland           | 38,95 s | 38,950 |
| 03    | Ireen Wüst            | Niederlande        | 39,37 s | 39,370 |
| 04    | Miko Takagi           | Japan              | 39,52 s | 39,520 |
| 05    | Julija Skokowa        | Russland           | 39,72 s | 39,720 |
| 06    | Linda de Vries        | Niederlande        | 39,79 s | 39,790 |
| 07    | Ida Njåtun            | Norwegen           | 39,87 s | 39,870 |
| 08    | Brittany Schussler    | Kanada             | 39,92 s | 39,920 |
| 09    | Jilleanne Rookard     | Vereinigte Staaten | 39,93 s | 39,930 |
| 10    | Marrit Leenstra       | Niederlande        | 40,00 s | 40,000 |
|       |                       |                    |         |        |
| 15    | Claudia Pechstein     | Deutschland        | 40,32 s | 40,320 |
| 24    | Isabell Ost           | Deutschland        | 41,75 s | 41,750 |

#### 3.000 Meter
| Platz | Name               | Land               | Zeit        | Punkte |
| ----- | ------------------ | ------------------ | ----------- | ------ |
| 01    | Martina Sáblíková  | Tschechien         | 4:01,80 min | 40,300 |
| 02    | Ireen Wüst         | Niederlande        | 4:02,69 min | 40,448 |
| 03    | Linda de Vries     | Niederlande        | 4:07,06 min | 41,176 |
| 04    | Claudia Pechstein  | Deutschland        | 4:07,14 min | 41,190 |
| 05    | Cindy Klassen      | Kanada             | 4:07,50 min | 41,250 |
| 06    | Christine Nesbitt  | Kanada             | 4:09,55 min | 41,591 |
| 07    | Brittany Schussler | Kanada             | 4:09,82 min | 41,636 |
| 08    | Ida Njåtun         | Norwegen           | 4:11,02 min | 41,836 |
| 09    | Park Do-yeong      | Südkorea           | 4:11,91 min | 41,985 |
| 10    | Jilleanne Rookard  | Vereinigte Staaten | 4:12,22 min | 42,036 |
|       |                    |                    |             |        |
| 15    | Isabell Ost        | Deutschland        | 4:13,66 min | 42,276 |

#### 1.500 Meter
| Platz | Name              | Land        | Zeit        | Punkte |
| ----- | ----------------- | ----------- | ----------- | ------ |
| 01    | Christine Nesbitt | Kanada      | 1:55,95 min | 38,650 |
| 02    | Ireen Wüst        | Niederlande | 1:56,98 min | 38,993 |
| 03    | Cindy Klassen     | Kanada      | 1:57,62 min | 39,203 |
| 04    | Martina Sáblíková | Tschechien  | 1:58,16 min | 39,386 |
| 05    | Ida Njåtun        | Norwegen    | 1:58,26 min | 39,420 |
| 06    | Marrit Leenstra   | Niederlande | 1:58,43 min | 39,476 |
| 07    | Linda de Vries    | Niederlande | 1:58,86 min | 39,620 |
| 08    | Jorien Voorhuis   | Niederlande | 1:59,03 min | 39,676 |
| 09    | Claudia Pechstein | Deutschland | 1:59,20 min | 39,733 |
| 10    | Olga Graf         | Russland    | 1:59,44 min | 39,813 |
|       |                   |             |             |        |
| 20    | Isabell Ost       | Deutschland | 2:02,34 min | 40,780 |

#### 5.000 Meter
| Platz | Name               | Land        | Zeit        | Punkte |
| ----- | ------------------ | ----------- | ----------- | ------ |
| 01    | Martina Sáblíková  | Tschechien  | 6:58,74 min | 41,874 |
| 02    | Ireen Wüst         | Niederlande | 7:02,39 min | 42,239 |
| 03    | Linda de Vries     | Niederlande | 7:08,09 min | 42,809 |
| 04    | Cindy Klassen      | Kanada      | 7:09,23 min | 42,923 |
| 05    | Claudia Pechstein  | Deutschland | 7:11,08 min | 43,108 |
| 06    | Park Do-yeong      | Südkorea    | 7:13,64 min | 43,364 |
| 07    | Jorien Voorhuis    | Niederlande | 7:14,86 min | 43,486 |
| 08    | Christine Nesbitt  | Kanada      | 7:18,19 min | 43,819 |
| 09    | Brittany Schussler | Kanada      | 7:19,59 min | 43,959 |
| 10    | Ida Njåtun         | Norwegen    | 7:19,62 min | 43,962 |

### Männer

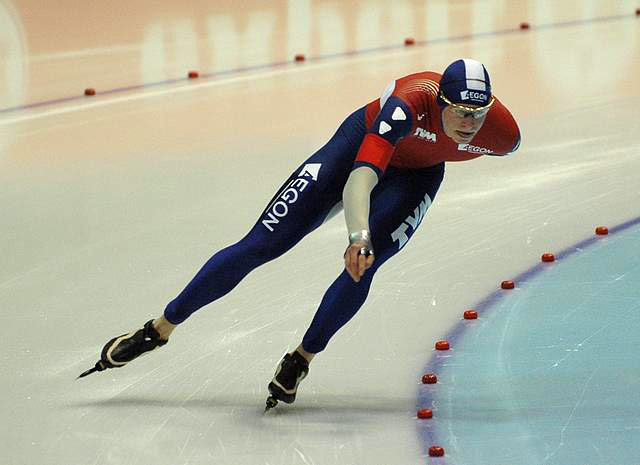
Mehrkampf-Weltmeister Sven Kramer

#### Endstand Großer-Vierkampf
- Zeigt die zwölf erfolgreichsten Sportler der Mehrkampf-WM (Finalteilnahme über 10.000 Meter)
- Die Zahl in Klammern gibt die Platzierung je Einzelstrecke an, fett gedruckt der jeweils Schnellste.

| Rang | Name                  | 500 Meter    | Pkt.   | 5.000 Meter      | Pkt.   | 1.500 Meter      | Pkt.   | 10.000 Meter      | Pkt.   | Gesamt- Punkte |
| ---- | --------------------- | ------------ | ------ | ---------------- | ------ | ---------------- | ------ | ----------------- | ------ | -------------- |
| 01   | Sven Kramer           | 36,70 s (8)  | 36,700 | 6:14,23 min (1)  | 37,423 | 1:47,30 min (4)  | 35,766 | 13:08,76 min (1)  | 39,438 | 149,327        |
| 02   | Jan Blokhuijsen       | 36,56 s (7)  | 36,560 | 6:16,99 min (2)  | 37,699 | 1:47,22 min (3)  | 35,740 | 13:12,31 min (2)  | 39,615 | 149,614        |
| 03   | Koen Verweij          | 36,26 s (2)  | 36,260 | 6:20,70 min (4)  | 38,070 | 1:47,67 min (6)  | 35,890 | 13:17,31 min (5)  | 39,865 | 150,085        |
| 04   | Håvard Bøkko          | 36,47 s (5)  | 36,470 | 6:22,21 min (5)  | 38,221 | 1:46,82 min (1)  | 35,606 | 13:16,75 min (4)  | 39,837 | 150,134        |
| 05   | Iwan Skobrew          | 37,05 s (12) | 37,050 | 6:19,78 min (3)  | 37,978 | 1:46,94 min (2)  | 35,646 | 13:17,31 min (5)  | 39,865 | 150,332        |
| 06   | Jonathan Kuck         | 36,90 s (10) | 36,900 | 6:27,15 min (8)  | 38,715 | 1:48,41 min (11) | 36,136 | 13:30,88 min (6)  | 40,544 | 152,295        |
| 07   | Haralds Silovs        | 36,42 s (4)  | 36,420 | 6:28,26 min (9)  | 38,826 | 1:47,94 min (7)  | 35,980 | 13:43,66 min (8)  | 41,183 | 152,409        |
| 08   | Sverre Lunde Pedersen | 37,02 s (11) | 37,020 | 6:26,04 min (7)  | 38,604 | 1:47,45 min (5)  | 35,816 | 13:43,01 min (7)  | 41,150 | 152,590        |
| 09   | Bart Swings           | 37,55 s (17) | 37,550 | 6:29,62 min (11) | 38,962 | 1:48,38 min (10) | 36,126 | 13:46,23 min (9)  | 41,311 | 153,949        |
| 10   | Patrick Beckert       | 37,95 s (20) | 37,950 | 6:29,40 min (10) | 38,940 | 1:49,31 min (13) | 36,436 | 13:47,32 min (10) | 41,366 | 154,692        |
| 11   | Zbigniew Bródka       | 36,24 s (1)  | 36,240 | 6:41,43 min (18) | 40,143 | 1:48,11 min (9)  | 36,036 | 14:11,40 min (11) | 42,570 | 154,989        |
| 12   | Konrad Niedźwiedzki   | 36,32 s (3)  | 36,320 | 6:41,36 min (17) | 40,136 | 1:48,10 min (8)  | 36,033 | 14:25,67 min (12) | 43,283 | 155,772        |

#### 500 Meter
| Platz | Name                | Land               | Zeit    | Punkte |
| ----- | ------------------- | ------------------ | ------- | ------ |
| 01    | Zbigniew Bródka     | Polen              | 36,24 s | 36,240 |
| 02    | Koen Verweij        | Niederlande        | 36,26 s | 36,260 |
| 03    | Konrad Niedźwiedzki | Polen              | 36,32 s | 36,320 |
| 04    | Haralds Silovs      | Lettland           | 36,42 s | 36,420 |
| 05    | Håvard Bøkko        | Norwegen           | 36,47 s | 36,470 |
| 06    | Jan Szymański       | Polen              | 36,52 s | 36,520 |
| 07    | Jan Blokhuijsen     | Niederlande        | 36,56 s | 36,560 |
| 08    | Sven Kramer         | Niederlande        | 36,70 s | 36,700 |
| 09    | Lucas Makowsky      | Kanada             | 36,81 s | 36,810 |
| 10    | Jonathan Kuck       | Vereinigte Staaten | 36,90 s | 36,900 |
|       |                     |                    |         |        |
| 20    | Patrick Beckert     | Deutschland        | 37,95 s | 37,950 |

#### 5.000 Meter
| Platz | Name                  | Land               | Zeit        | Punkte |
| ----- | --------------------- | ------------------ | ----------- | ------ |
| 01    | Sven Kramer           | Niederlande        | 6:14,23 min | 37,423 |
| 02    | Jan Blokhuijsen       | Niederlande        | 6:16,99 min | 37,699 |
| 03    | Iwan Skobrew          | Russland           | 6:19,78 min | 37,978 |
| 04    | Koen Verweij          | Niederlande        | 6:20,70 min | 38,070 |
| 05    | Håvard Bøkko          | Norwegen           | 6:22,21 min | 38,221 |
| 06    | Alexis Contin         | Frankreich         | 6:24,69 min | 38,469 |
| 07    | Sverre Lunde Pedersen | Norwegen           | 6:26,04 min | 38,604 |
| 08    | Jonathan Kuck         | Vereinigte Staaten | 6:27,15 min | 38,715 |
| 09    | Haralds Silovs        | Lettland           | 6:28,26 min | 38,826 |
| 10    | Patrick Beckert       | Deutschland        | 6:29,40 min | 38,940 |

#### 1.500 Meter
| Platz | Name                  | Land        | Zeit        | Punkte |
| ----- | --------------------- | ----------- | ----------- | ------ |
| 01    | Håvard Bøkko          | Norwegen    | 1:46,82 min | 35,606 |
| 02    | Iwan Skobrew          | Russland    | 1:46,94 min | 35,646 |
| 03    | Jan Blokhuijsen       | Niederlande | 1:47,22 min | 35,740 |
| 04    | Sven Kramer           | Niederlande | 1:47,30 min | 35,766 |
| 05    | Sverre Lunde Pedersen | Niederlande | 1:47,45 min | 35,816 |
| 06    | Koen Verweij          | Niederlande | 1:47,67 min | 35,890 |
| 07    | Haralds Silovs        | Lettland    | 1:47,94 min | 35,980 |
| 08    | Konrad Niedźwiedzki   | Polen       | 1:48,10 min | 36,033 |
| 09    | Zbigniew Bródka       | Polen       | 1:48,11 min | 36,036 |
| 10    | Bart Swings           | Belgien     | 1:48,38 min | 36,126 |
|       |                       |             |             |        |
| 13    | Patrick Beckert       | Deutschland | 1:49,31 min | 36,436 |

#### 10.000 Meter
| Platz | Name                  | Land               | Zeit         | Punkte |
| ----- | --------------------- | ------------------ | ------------ | ------ |
| 01    | Sven Kramer           | Niederlande        | 13:08,76 min | 39,438 |
| 02    | Jan Blokhuijsen       | Niederlande        | 13:12,31 min | 39,615 |
| 03    | Iwan Skobrew          | Russland           | 13:13,16 min | 39,658 |
| 04    | Håvard Bøkko          | Norwegen           | 13:16,75 min | 39,837 |
| 05    | Koen Verweij          | Niederlande        | 13:17,31 min | 39,865 |
| 06    | Jonathan Kuck         | Vereinigte Staaten | 13:30,88 min | 40,544 |
| 07    | Sverre Lunde Pedersen | Norwegen           | 13:43,01 min | 41,150 |
| 08    | Haralds Silovs        | Lettland           | 13:43,66 min | 41,183 |
| 09    | Bart Swings           | Belgien            | 13:46,23 min | 41,311 |
| 10    | Patrick Beckert       | Deutschland        | 13:47,32 min | 41,366 |